# Helvellyn
Helvellyn är ett berg i Storbritannien.   Det ligger i grevskapet Cumbria och riksdelen England, i den centrala delen av landet, 400 km nordväst om huvudstaden London. Toppen på Helvellyn är 950 meter över havet.
Terrängen runt Helvellyn är huvudsakligen kuperad.Runt Helvellyn är det ganska tätbefolkat, med 60 invånare per kvadratkilometer. Närmaste större samhälle är Keswick, 10,7 km nordväst om Helvellyn. Trakten runt Helvellyn består i huvudsak av gräsmarker.